# Савченко, Михаил Петрович
Михаил Петрович Савченко (род. 20 ноября 1962, Таганрог) — российский домрист, педагог. Ректор Ростовской консерватории с 2013 года. Заслуженный деятель искусств Российской Федерации (2024).

## Биография
Родился 20 ноября 1962 года в Таганроге. Учился и позднее (в 1986―1992 гг.) преподавал в Таганрогском музыкальном училище. В 1990 году окончил Ростовский государственный музыкально-педагогический институт по классу домры. В том же году он стал лауреатом первой премии IV Всероссийского конкурса исполнителей на народных инструментах в Горьком. В 1990—1993 гг. преподавал в Ростовской консерватории на кафедре народных инструментов.
С 1994 года выступал в дуэте с немецким пианистом Лотаром Фройндом. В течение последующих 17 лет вёл интенсивную гастрольную деятельность, дав свыше 1000 сольных концертов в 34 странах мира и 13 регионах России. В зарубежной прессе был прозван как «Чародей домры» и «Русский мастер домры».
В 2005 году вернулся преподавать в Ростовскую консерваторию. В 2011—2012 гг. — заведующий кафедрой струнных щипковых инструментов. С 2012 — ректор Ростовской консерватории, занял эту должность после отставки Александра Данилова.
В 2011 году в составе трио (с Алёной Савченко и Дмитрием Кривоносовым) одержал победу на VII Международном конкурсе камерной музыки в городе Осака.
На данный момент является организатором фестивалей, конкурсов и благотворительных концертов, участвует в научно-практических конференциях, проводит мастер-классы во многих регионах России, входит в состав жюри международных и всероссийских конкурсов.

## Санкции
6 марта 2022 года после вторжения России на Украину подписал письмо в поддержу российской агрессии. С 9 июня 2022 года находится под персональными санкциями Украины за поддержку войны. Также был внесён ФБК в список коррупционеров и разжигателей войны за поддержку нападения на Украину, 16 марта 2022 года форумом свободной России внесён в «Список Путина» и доклад «поджигателей войны» с предложением введения против него международных санкций.